# Helsingør gasværk
Helsingør gasværk er en dansk dokumentarfilm fra 1977 med instruktion og manuskript af Michael Varming.

## Handling
Helsingør Gasværk nedlægges i 1977. Dermed er det sidste kommunale kulgasværk væk. I denne hyldest til det gamle gasværk som et stykke arkitektur, hvor der ikke er sparet på detaljer og udsmykning, forklares hvorledes kullet bliver til gas, samtidig med at der herudfra stilles spørgsmål om den fremtidige energiforsyning. "I dag mener vi at kunne se en ende på verdens oliereserver, men kul er der nok af i hvert fald i 500 år. Er det klogt at nedlægge alle kulgasværker under disse omstændigheder og gå over til oliegas? Er det rimeligt?"